# Ordine al Merito della Marina Militare

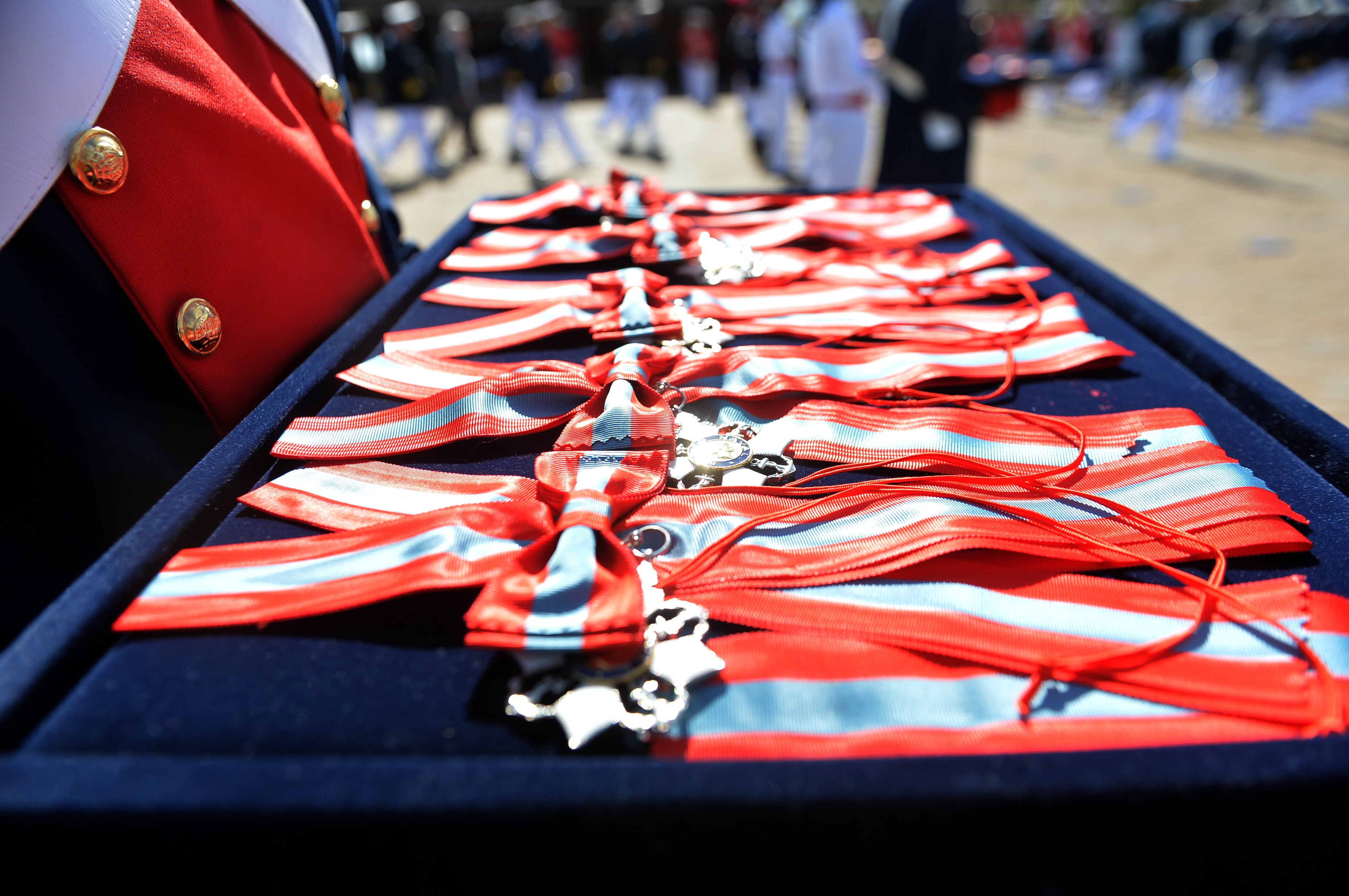
Cerimonia di consegna dell'Ordine al Merito Navale

L’Ordine al Merito Navale è un ordine onorario del Brasile creato con lo scopo di rendere onore al personale militare della Marina che si è distinto nell'esercizio della propria professione e, eccezionalmente, alle corporazioni militari e alle istituzioni civili, nazionali e straniere, le loro bandiere o stendardi, nonché personalità civili e militari, brasiliane o straniere, che hanno reso servizi rilevanti alla Marina.
È stato istituito con decreto n 24659, del 11 luglio, 1934.

## Composizione
- Recto

L'effigie della Repubblica, circondata da un cerchio di smalto blu, su cui sarà incisa la scritta MÉRITO NAVAL.
- Inversione

Nello stesso cerchio la parola BRASILE.
L'ordine o l'insegna sarà composto da un nastro di grosgrain rosso, chamalotada, con una striscia azzurra al centro.

## Gradi
Consiste di cinque gradi:
- Gran Croce
- Grande Ufficiale
- Comandante
- Ufficiale
- Cavaliere

### Termine della concessione in merito al grado
- Gran Croce

In linea di principio, ai capi di stato e ai principi delle case regnanti straniere.
- Grande Ufficiale

Per le personalità nazionali e straniere: ministri di Stato, capi delle forze navali, capi di stato maggiore delle forze armate e ufficiali generali delle forze armate di grado equivalente almeno uguale o superiore al vice ammiraglio.
- Comandante

Ad altri funzionari generali nazionali ed esteri.
- Ufficiale

Agli alti ufficiali delle forze armate, nazionali e straniere.
- Cavaliere

All'altro personale militare nazionale e straniero.
Ai civili: corrisponderanno alle funzioni che svolgono e alla loro posizione sociale e, ove possibile, dovrebbe essere stabilita una correlazione tra le situazioni civili e militari sopra elencate.
| Barretes  | Barretes | Barretes   | Barretes       | Barretes |
| --------- | -------- | ---------- | -------------- | -------- |
| Cavaleiro | Oficial  | Comendador | Grande Oficial | Grã-Cruz |

## Ente concedente
Concesso con decreto del Presidente della Repubblica previa consultazione di un consiglio composto dalle seguenti autorità:
- Gran Maestro dell'Ordine al Merito Navale: Presidente della Repubblica.
- Ministro della Difesa: Presidente Onorario, attuale Ministro della Difesa.
- Ministro degli affari esteri: Vicepresidente onorario.
- Comandante della Marina: Cancelliere dell'Ordine; attuale Ministro della Marina.
- Capo di Stato Maggiore della Marina: membro nato[non chiaro] del Consiglio; in caso contrario, è attualmente il Presidente della Repubblica.
- Direttore generale del personale della Marina: membro nato[non chiaro] del Consiglio; attuale responsabile delle risorse umane.
- Un  ammiraglio di squadriglia, designato con ordinanza del comandante della marina o ministro della marina: membro del consiglio.
- Capo di stato maggiore del comandante della Marina: segretario del Consiglio; attuale capo del ministro della Marina Militare.

## Competenza
- Garantire il buon nome dell'Ordine;
- Deliberare sulle proposte che gli vengono sottoposte, solitamente dal Ministro della Marina, Difesa e Presidente della Repubblica;
- Decidere su questioni di interesse per l'Ordine;
- Deliberare sulle esclusioni di personalità ed enti appartenenti all'Ordine, ai sensi degli articoli 26 e 39 del regolamento.